# Cognières
Cognières est une commune française située dans le département de la Haute-Saône, la région culturelle et historique de Franche-Comté et la région administrative Bourgogne-Franche-Comté.

## Géographie

### Climat
Pour des articles plus généraux, voir Climat de la Bourgogne-Franche-Comté et Climat de la Haute-Saône.
En 2010, le climat de la commune est de type climat de montagne, selon une étude du Centre national de la recherche scientifique s'appuyant sur une série de données couvrant la période 1971-2000. En 2020, Météo-France publie une typologie des climats de la France métropolitaine dans laquelle la commune est exposée à un climat semi-continental et est dans la région climatique  Lorraine, plateau de Langres, Morvan, caractérisée par un hiver rude (1,5 °C), des vents modérés et des brouillards fréquents en automne et hiver. 
Pour la période 1971-2000, la température annuelle moyenne est de 10 °C, avec une amplitude thermique annuelle de 17,3 °C. Le cumul annuel moyen de précipitations est de 1 037 mm, avec 13,3 jours de précipitations en janvier et 10,4 jours en juillet. Pour la période 1991-2020, la température moyenne annuelle observée sur la station météorologique de Météo-France la plus proche, « Villersexel Sa », sur la commune de Villersexel à 12 km à vol d'oiseau, est de 10,8 °C et le cumul annuel moyen de précipitations est de 1 037,9 mm. 
La température maximale relevée sur cette station est de 38,4 °C, atteinte le 8 août 2003 ; la température minimale est de −19,4 °C, atteinte le 20 décembre 2009,,. 
Les paramètres climatiques de la commune ont été estimés pour le milieu du siècle (2041-2070) selon différents scénarios d'émission de gaz à effet de serre à partir des nouvelles projections climatiques de référence DRIAS-2020. Ils sont consultables sur un site dédié publié par Météo-France en novembre 2022.

## Urbanisme

### Typologie
Au 1er janvier 2024, Cognières est catégorisée commune rurale à habitat dispersé, selon la nouvelle grille communale de densité à sept niveaux définie par l'Insee en 2022.
Elle est située hors unité urbaine et hors attraction des villes,.

### Occupation des sols
L'occupation des sols de la commune, telle qu'elle ressort de la base de données européenne d’occupation biophysique des sols Corine Land Cover (CLC), est marquée par l'importance des territoires agricoles (72,8 % en 2018), en diminution par rapport à 1990 (76,1 %). La répartition détaillée en 2018 est la suivante : 
terres arables (45 %), prairies (27,9 %), forêts (23 %), zones industrielles ou commerciales et réseaux de communication (4,2 %). L'évolution de l’occupation des sols de la commune et de ses infrastructures peut être observée sur les différentes représentations cartographiques du territoire : la carte de Cassini (XVIIIe siècle), la carte d'état-major (1820-1866) et les cartes ou photos aériennes de l'IGN pour la période actuelle (1950 à aujourd'hui).

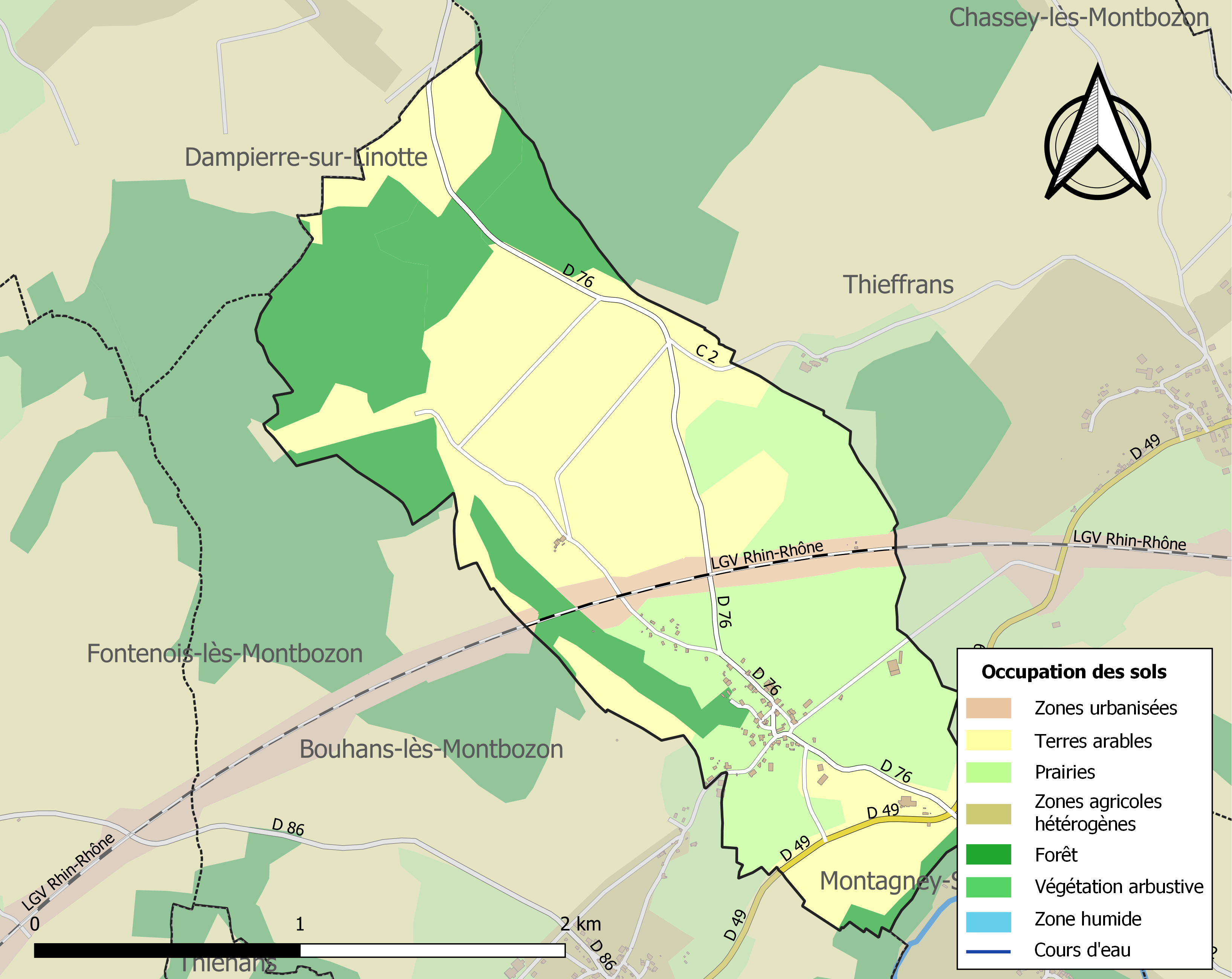
Carte des infrastructures et de l'occupation des sols de la commune en 2018 (CLC).

## Histoire

### Faits divers
— Le 8 août 1818 un drame se déroule à Cognières. Une jeune fille de Cognières, Anne GOICHOT, âgée de 10 ans est enlevée par un loup. Le cadavre de cette "infortunée" fut retrouvée "horriblement mutilé".
— Au printemps 1831 la grêle ravage une partie du territoire de Cognières. Ce sont plus de 50 hectares de seigle, orge, avoine et trèfle qui furent considérablement endommagés.
— Dans la nuit du 17 au 18 octobre 1848, des voleurs s'introduisirent dans le presbytère de la commune. De la cuisine, où ils ont pénétré d'abord, à l'aide d'une échelle et en forçant les barreaux de la fenêtre, ils sont entrés dans quatre autres pièces, d'où ils ont enlevé du linge, plusieurs paires de bas, de la farine, divers comestibles, trente bouteilles de vin.

## Politique et administration

### Rattachements administratifs et électoraux
La commune fait partie de l'arrondissement de Vesoul du département de la Haute-Saône,  en région Bourgogne-Franche-Comté. Pour l'élection des députés, elle dépend de la deuxième circonscription de la Haute-Saône.
Cognières faisait partie depuis 1801 du canton de Montbozon. Dans le cadre du redécoupage cantonal de 2014 en France, la commune est rattachée au canton de Rioz.

### Intercommunalité
Cognières était membre de la communauté de communes du Pays de Montbozon, créée le 29 décembre 2000.
Dans le cadre de la mise en œuvre du schéma départemental de coopération intercommunale approuvé en décembre 2011 par le préfet de Haute-Saône, et qui prévoit notamment la fusion la fusion des communautés de communes du Pays de Montbozon et du Chanois, afin de former une nouvelle structure regroupant 27 communes et environ 6 500 habitants, la commune est membre depuis le 1er janvier 2014 de la communauté de communes du Pays de Montbozon et du Chanois.

### Liste des maires
| Période                                  | Période  | Identité                       | Étiquette | Qualité |
| ---------------------------------------- | -------- | ------------------------------ | --------- | ------- |
| Les données manquantes sont à compléter. |          |                                |           |         |
| 1790                                     |          | Jean Baptiste Vircondelet      |           |         |
| 12/1792                                  |          | Jean Barbier                   |           |         |
| 1807                                     |          | Alexandre Bertrand             |           |         |
| 1808                                     | 1815     | Louis Siroutot                 |           |         |
| 1815                                     |          | Vircondelet                    |           |         |
| 1832                                     |          | Claude François Ladefroux      |           |         |
| 1837                                     | 1846     | Jean Baptiste Vircondelet      |           |         |
| 1847                                     | 1864     | Claude François Ladefroux      |           |         |
| 1865                                     | 1867     | François Félix Vircondelet     |           |         |
| 1868                                     | 1872     | Jean Antoine Vircondelet Jeune |           |         |
| 1873                                     | 1874     | Nicolas Bertrand               |           |         |
| 1874                                     | 1876     | Jean Antoine Vircondelet       |           |         |
| 1877                                     | 1884     | Jean Pierre Vircondelet        |           |         |
| 1886                                     | 1888     | Jules Vircondelet              |           |         |
| 1888                                     | 1899     | Auguste Ligney                 |           |         |
| 1900                                     | 1904     | Louis Boudret                  |           |         |
| 1904                                     | 1908     | Auguste Ligney                 |           |         |
| 1908                                     | 1922     | Eugène Bertrand                |           |         |
| 1922                                     |          | Claude Joseph Breney           |           |         |
| mars 1998                                | 2014     | Jean-Louis Guyon               |           |         |
| 2014                                     | En cours | Jean-Marie Grosjean            |           |         |

## Démographie
En 2022, la commune de Cognières comptait 101 habitants. À partir du XXIe siècle, les recensements réels des communes de moins de 10 000 habitants ont lieu tous les cinq ans. Les autres « recensements » sont des estimations.
| 1793 | 1800 | 1806 | 1821 | 1831 | 1836 | 1841 | 1846 | 1851 |
| ---- | ---- | ---- | ---- | ---- | ---- | ---- | ---- | ---- |
| 182  | 195  | 213  | 209  | 257  | 343  | 306  | 258  | 252  |

| 1856 | 1861 | 1866 | 1872 | 1876 | 1881 | 1886 | 1891 | 1896 |
| ---- | ---- | ---- | ---- | ---- | ---- | ---- | ---- | ---- |
| 203  | 169  | 179  | 160  | 170  | 172  | 155  | 142  | 166  |

| 1901 | 1906 | 1911 | 1921 | 1926 | 1931 | 1936 | 1946 | 1954 |
| ---- | ---- | ---- | ---- | ---- | ---- | ---- | ---- | ---- |
| 150  | 174  | 158  | 158  | 163  | 142  | 141  | 139  | 127  |

| 1962 | 1968 | 1975 | 1982 | 1990 | 1999 | 2006 | 2007 | 2012 |
| ---- | ---- | ---- | ---- | ---- | ---- | ---- | ---- | ---- |
| 127  | 111  | 96   | 81   | 102  | 86   | 106  | 108  | 95   |

| 2017 | 2022 | - | - | - | - | - | - | - |
| ---- | ---- | - | - | - | - | - | - | - |
| 92   | 101  | - | - | - | - | - | - | - |

## Culture locale et patrimoine

### Lieux et monuments
- L'église de la Nativité-de-Saint-Jean-Baptiste.
- Le viaduc de l'ancienne ligne de Montbozon à Lure.
- Le lavoir au fil de l'eau sur le ruisseau de Bouhans.
- Le Conseil général du département vote une subvention de 1100 francs pour la construction d'une maison d'école en 1882[22].
- En 1884, la commune met aux enchères son ancienne maison commune, comprenant un bâtiment construit en pierre et couvert en dur pour une mise à prix de 2000 francs[23]. En 1885, la mise à prix est réduite à 900 francs.

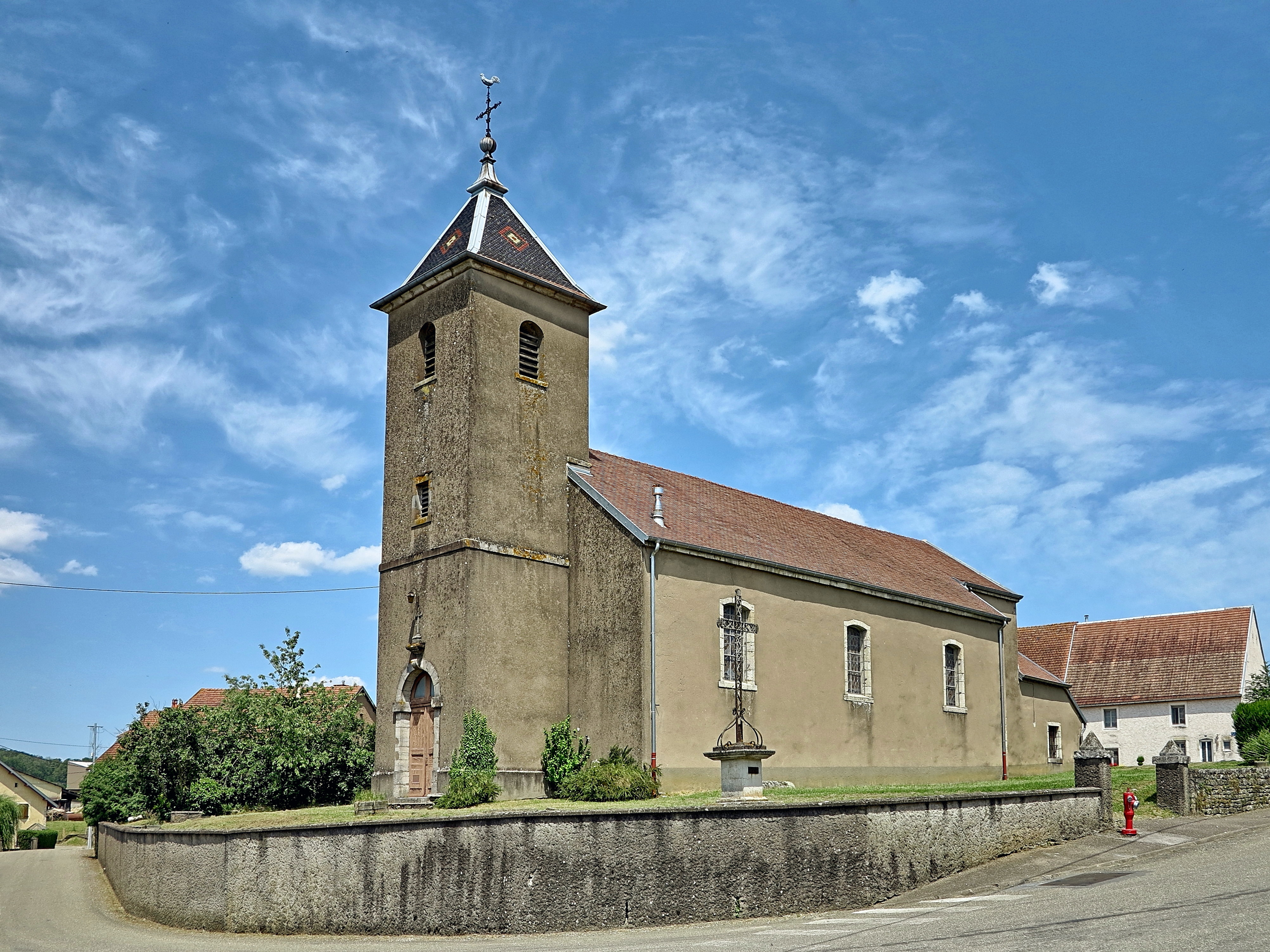
L'église.
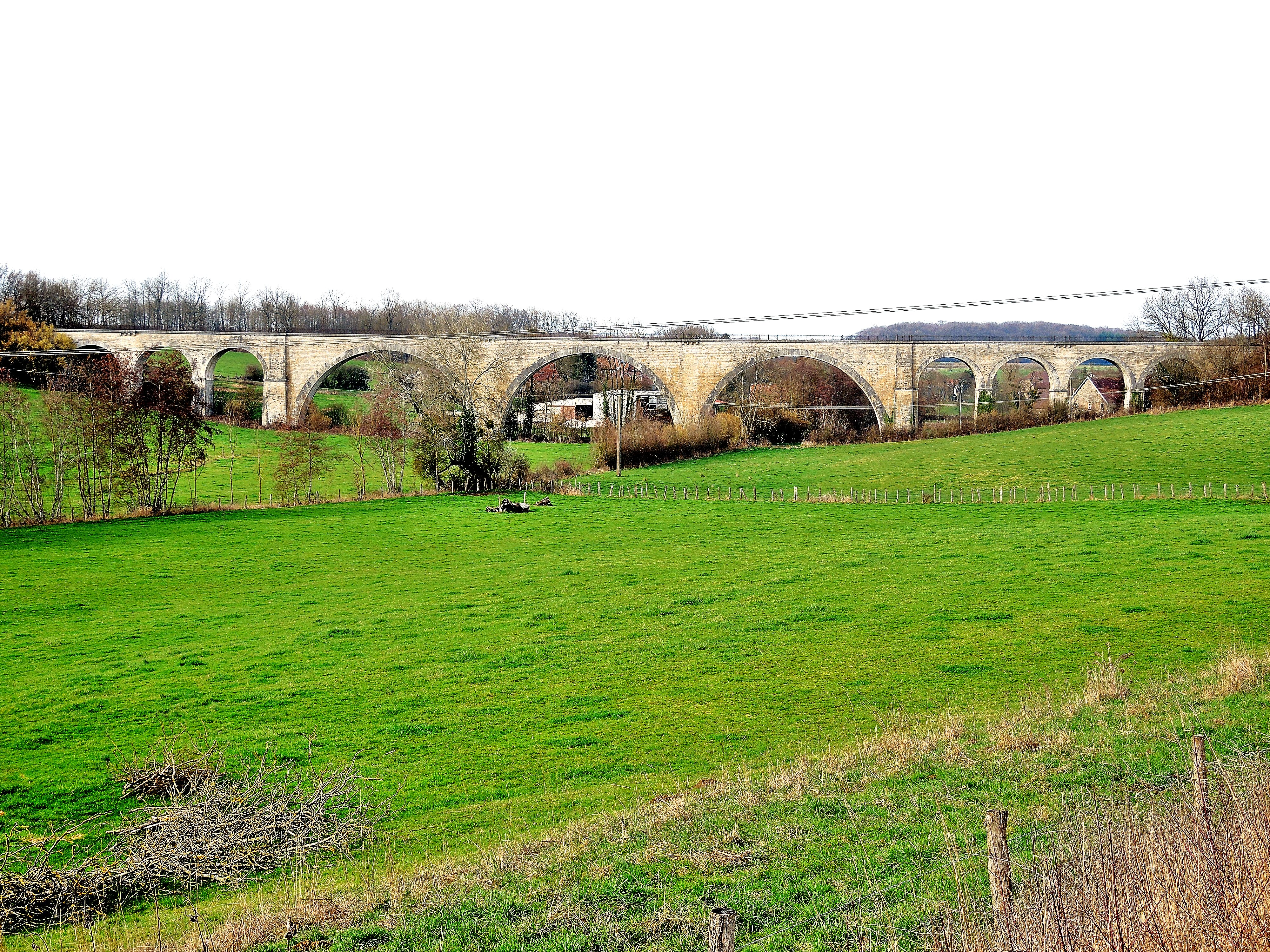
Le viaduc.
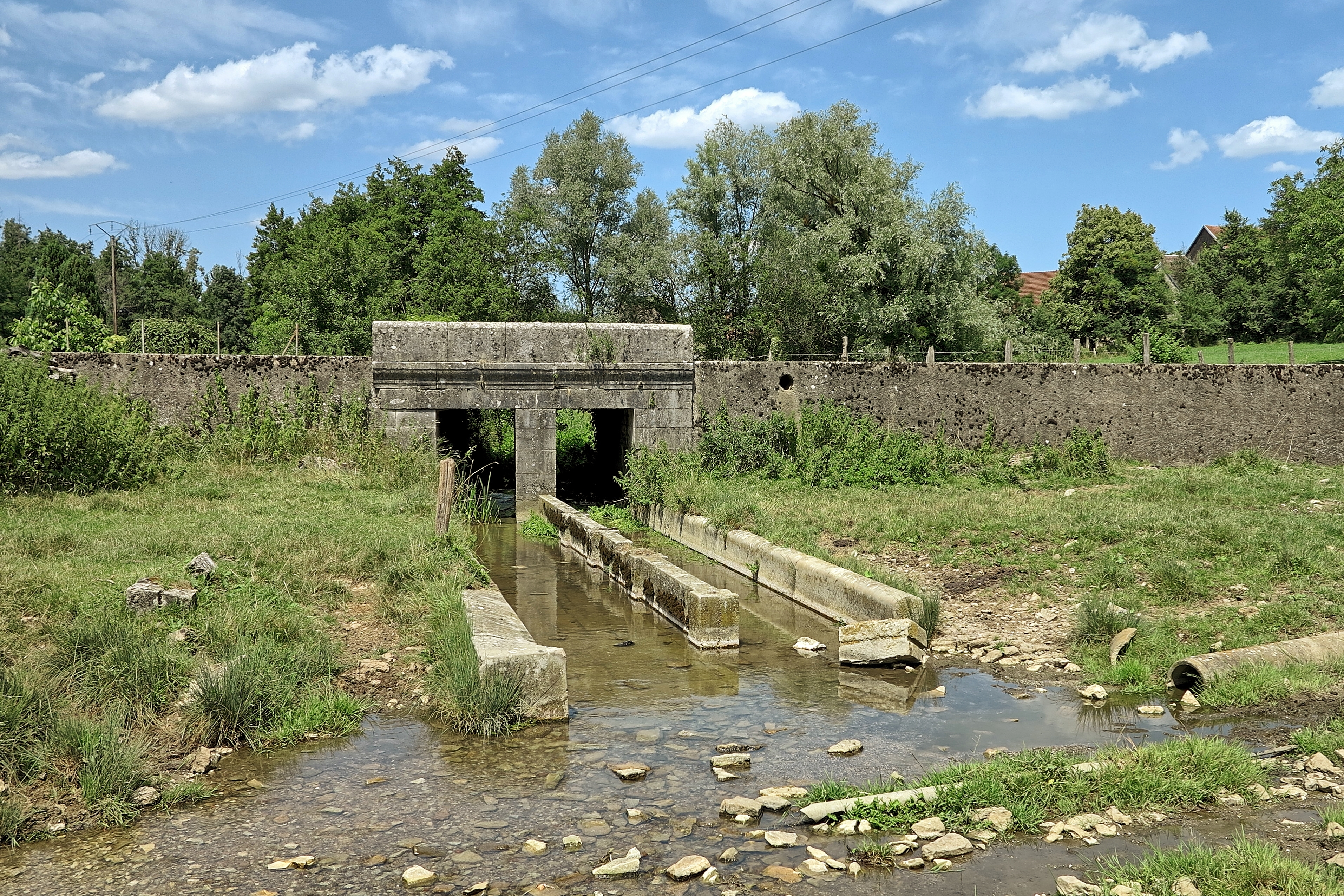
Le lavoir.

### Bureau de poste
Cognières s'est doté d'un bureau de poste qui fut inauguré le 3 janvier 1899, avec à sa tête un facteur-receveur. Monsieur le curé de Cognières, ardent patriote, a profité de cette circonstances pour réunir à sa table les personnages qui ont assisté à l'inauguration. Il y avait notamment le sénateur Jean Bernard (homme politique, 1836-1907) à qui la commune est surtout redevable de la création du bureau, Messieurs Petitjean de la Rouchotte, Mademoiselle Blétry, receveuse à Montbozon, Monsieur le Maire, Monsieur le chef de gare de Cognières, Monsieur le Receveur des postes de Cognières et plusieurs notables.

### Héraldique
| Blason de Cognières | Blason  | De sinople au coing d'or en chef dextre.                         |
| Blason de Cognières | Détails | Armes parlantes (Cognières = Coing). Adopté par la municipalité. |